# Oligonychus pustulosus
Oligonychus pustulosus är en spindeldjursart som beskrevs av Ehara 1962. Oligonychus pustulosus ingår i släktet Oligonychus och familjen Tetranychidae. Inga underarter finns listade i Catalogue of Life.